# Раджсаманд
Раджсаманд (англ. Rajsamand, хинди राजसमंद) — город в северо-западной части Индии, в штате Раджастхан, административный центр округа Раджсаманд.

## География
Город находится в южной части Раджастхана, на южном берегу одноимённого озера, к северу от реки Банас. Абсолютная высота — 546 метров над уровнем моря.
Раджсаманд расположен на расстоянии приблизительно 270 километров к юго-западу от Джайпура, административного центра штата и на расстоянии 500 километров к юго-западу от Нью-Дели, столицы страны. Ближайший аэропорт расположен в городе Удайпур.

## Демография
По данным официальной переписи 2001 года, население составляло 55 687 человек, из которых мужчины составляли 52 %, женщины — соответственно 48 % . Уровень грамотности населения составлял 67 % (при среднем по Индии показателе 59,5 %).

Динамика численности населения города по годам:
| 1991   | 2001   | 2012   |
| ------ | ------ | ------ |
| 38 831 | 55 687 | 77 354 |

## Экономика
Основу экономики города составляет сельское хозяйство. Также продуктами городского экспорта являются мрамор, гранит и руды металлов.